# Шуман Володимир Миколайович

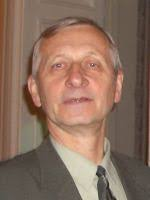
Shuman Vladimir Nikolaevich

Володи́мир Микола́йович Шу́ман (18 лютого 1942, Задеріївка — 5 листопада 2016, Київ) — український геофізик, доктор фізико-математичних наук, професор, лауреат Державної премії України в галузі науки і техніки (2014) та премії НАН України імені С. І. Субботіна (2002).

## Біографія
Народився 18 лютого 1942 року в с. Задеріївка Ріпкинського району Чернігівської області в родині вчителів.  

У 1964 році закінчив Київський державний університет імені Т. Г. Шевченка за спеціальністю «геофізичні методи пошуку і розвідки родовищ корисних копалин».  
З 1965 по 1967 рік працював у Білоруській геофізичній експедиції.  
З 1967 року працював в Інституті геофізики НАН України:  
- 1967—1970 — аспірант;
- 1970—1977 — молодший науковий співробітник;
- з 1977 — старший науковий співробітник;
- з 1991 — керівник відділу математичної геофізики.

У 1972 році захистив кандидатську дисертацію «Деякі питання інтерпретації результатів магнітоваріаційного профілювання». У 1991 році захистив докторську дисертацію «Теорія електромагнітних зондувань із контрольованими джерелами — геометричний підхід».
Доктор фізико-математичних наук (з 1991).
Лауреат Премії імені С. І. Субботіна НАН України (2002).
З 1985 по 2005 рік викладав у Київському університеті, читав спецкурс «Електромагнітні методи досліджень», курс лекцій — «Електророзвідка» (дод. глави), «Обробка електромагнітних полів на ЕОМ».
У 2014 році за цикл робіт «Геохімічні, петрологічні та геофізичні критерії прогнозування родовищ корисних копалин Українського щита» був удостоєний Державної премії України в галузі науки і техніки.

## Наукова діяльність
Основні напрями наукової діяльності Володимира Миколайовича Шумана:
Захистив дисертації:  
- Кандидатська — «Некоторые вопросы интерпретации результатов магнитовариационного профилирования» (1971).
- Докторська — «Теорія електромагнітних зондувань з контрольованими джерелами: геометричний підхід» (1990).

Автор понад 90 наукових праць, включаючи:  
- Спонтанна емісійна активність літосфери та сейсмоелектромагнітні явища // Геофізичний журнал, 2016, т. 38, № 2, с. 79—87.
- Дробова динаміка та емісійна активність геосистем // Геофізичний журнал, 2016, т. 38, № 3, с. 72—83.
- Про прогнозованість активних геосистем: метастабільність і стійкі переходи замість атракторів // Геофізичний журнал, 2016, т. 38, № 6, с. 3—24.
- Основы векторного анализа и теория поля (учбовий посібник). К., 1998 (у співавторстві).
- Фундаментальные модели электромагнитных зондирующих систем // Геофізичний журнал. К., 2004. Т. 2., № 1.
- Импульсное электромагнитное излучение литосферы: спорные вопросы теории и полевой эксперимент // Геофізичний журнал. К., 2008. Т. 30. № 2 (у співавторстві).
- Шуман, Володимир (2017). Старостенко, Віталій Іванович (ред.). Избранные труды (українська та англійська) . К.: Талком. с. 608.

- теорія електромагнітних зондувальних систем і імпедансних вимірювань;
- кінематика електромагнітних збурень у дифузійній області;
- георадарні та томографічні електромагнітні системи;
- електромагнітні зондування в середовищах із дисперсією;
- дослідження сейсмоелектромагнітного шуму літосфери.

Автор монографії «Математичні моделі геоелектрики» (у співавторстві з М. Савіним), підручника «Основи векторного аналізу і теорія поля» (у співавторстві з Є. Г. Булахом).

## Избранные труды
- Шуман, Володимир (2017). Старостенко, Віталій Іванович (ред.). Избранные труды (українська та англійська) . К.: Талком. с. 608. ISBN 978-617-7397-37-2.

## Відзнаки та нагороди
- Премія НАН України імені С. І. Субботіна (2002).
- Державна премія України в галузі науки і техніки (2014).

## Пам’ять
Після смерті Володимира Миколайовича Шумана у 2016 році колеги відзначали його значний внесок у розвиток геофізики та електромагнітних методів дослідження Землі.

## Наукові зацікавлення
Основний науковий напрямок: геоелектрика; електромагнітні зондуючі системи, теорія та практика їх застосування.